# ‘Emeq H̱arod
‘Emeq H̱arod (hebreiska: עמק חרוד, Emeq H̱arod) är en dal i Israel.   Den ligger i distriktet Norra distriktet, i den nordöstra delen av landet.